# Zoar (Flensborg)
Zoar er navnet på et forhenværnede baptistisk bedehus i Flensborg. 
Bygningen med dens karakteristiske tagrytter blev opført i 1905 i Brixgade 34 i nærheden af Bremers Plads på Jørgensby. Menigheden holdt før møder i Mariegade. Bedehuset blev opkaldt efter den bibelske by Zoar (hebræisk for den lille) ved det Døde Hav. Byens Baptistmenighed brugte bygningen indtil 1940, hvor kommunen overtog ejendommen. Bedehuset blev delvis anvendt som opholdscenter for krigsflygtninge og blev senere omdannet til en tre-etagers boligbygning. Ved denne anledning blev bederummet og spidsbuevinduer fjernet. Ejendommen blev gennemgribende saneret i 1992/93 . Bygningen er nu opført som en af kommunens kulturelle monumenter.